# Bezborodkiv, Icinea
Bezborodkiv (în ucraineană Безбородьків) este un sat în comuna Burimka din raionul Icinea, regiunea Cernihiv, Ucraina.

## Demografie
Componența lingvistică a localității Bezborodkiv
     Ucraineană (98,8%)
     Rusă (1,2%)
Conform recensământului din 2001, majoritatea populației localității Bezborodkiv era vorbitoare de ucraineană (98,8%), existând în minoritate și vorbitori de rusă (1,2%).